# Denkmalgeschützte Objekte im Banskobystrický kraj
Im Banskobystrický kraj bestehen 2475 denkmalgeschützte Objekte in 323 Gemeinden. Die unten angeführte Liste führt zu den Listen der einzelnen Bezirke und gibt die Anzahl der Objekte an.

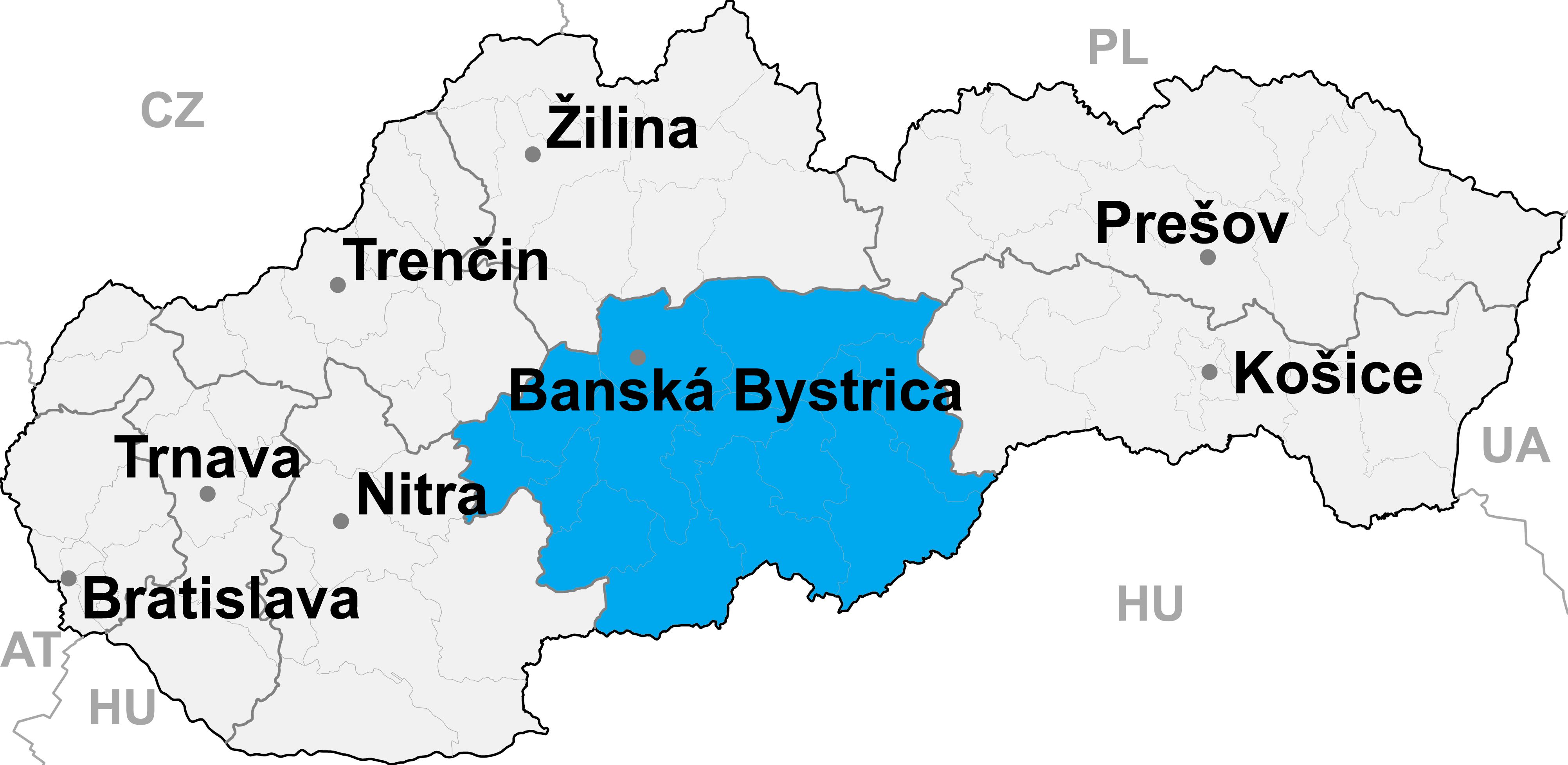

| Liste der Okresy | Objektanzahl |
| ---------------- | ------------ |
| Banská Bystrica  | 522          |
| Banská Štiavnica | 367          |
| Brezno           | 186          |
| Detva            | 56           |
| Krupina          | 191          |
| Lučenec          | 132          |
| Poltár           | 27           |
| Revúca           | 152          |
| Rimavská Sobota  | 227          |
| Veľký Krtíš      | 111          |
| Zvolen           | 160          |
| Žarnovica        | 82           |
| Žiar nad Hronom  | 261          |